# Église Saint-Martin de Cayeux-en-Santerre
L'église Saint-Martin de Cayeux-en-Santerre est située à Cayeux-en-Santerre dans le département de la Somme à environ 25 km à l'est d'Amiens.

## Histoire
La construction de l'église de Cayeux-en-Santerre remonte au XVIe siècle. Elle a été en partie détruite pendant la Première Guerre mondiale, elle fut restaurée durant l'entre-deux-guerres.

## Caractéristiques
L'église Saint-Martin est construite en pierre et recouvert d'ardoises sur un plan basilical traditionnel. Elle se compose d'une nef, d'un transept et d'un chœur à chevet plat. elle est dotée d'une tour-clocher.
L'église de Cayeux-en-Santerre conserve un certain nombre d'objets classés monuments historiques :
- groupe sculpté représentant l'Education de la Vierge, en bois polychrome, du XVIe siècle ;
- statue de Vierge à l'Enfant en bois polychrome, du XVIIe siècle ;
- Christ en croix, en bois polychrome, XVIIe – XVIIIe siècles ;
- plaque funéraire en marbre blanc de François Desfriches, de son épouse, Anne de Moreuil, et de leurs enfants (XVIIIe siècle) ;
- crédence de style Louis XV en bois sculpté avec moulure (XVIIIe siècle) ;
- lambris de mur du chœur, mouluré, avec décor en bas-relief ;
- maître-autel avec tabernacle, retable et tableau de l'Assomption du XVIIIe siècle ;
- deux statues d'une Vierge à l'Enfant en bois doré, du XIXe siècle[1]...

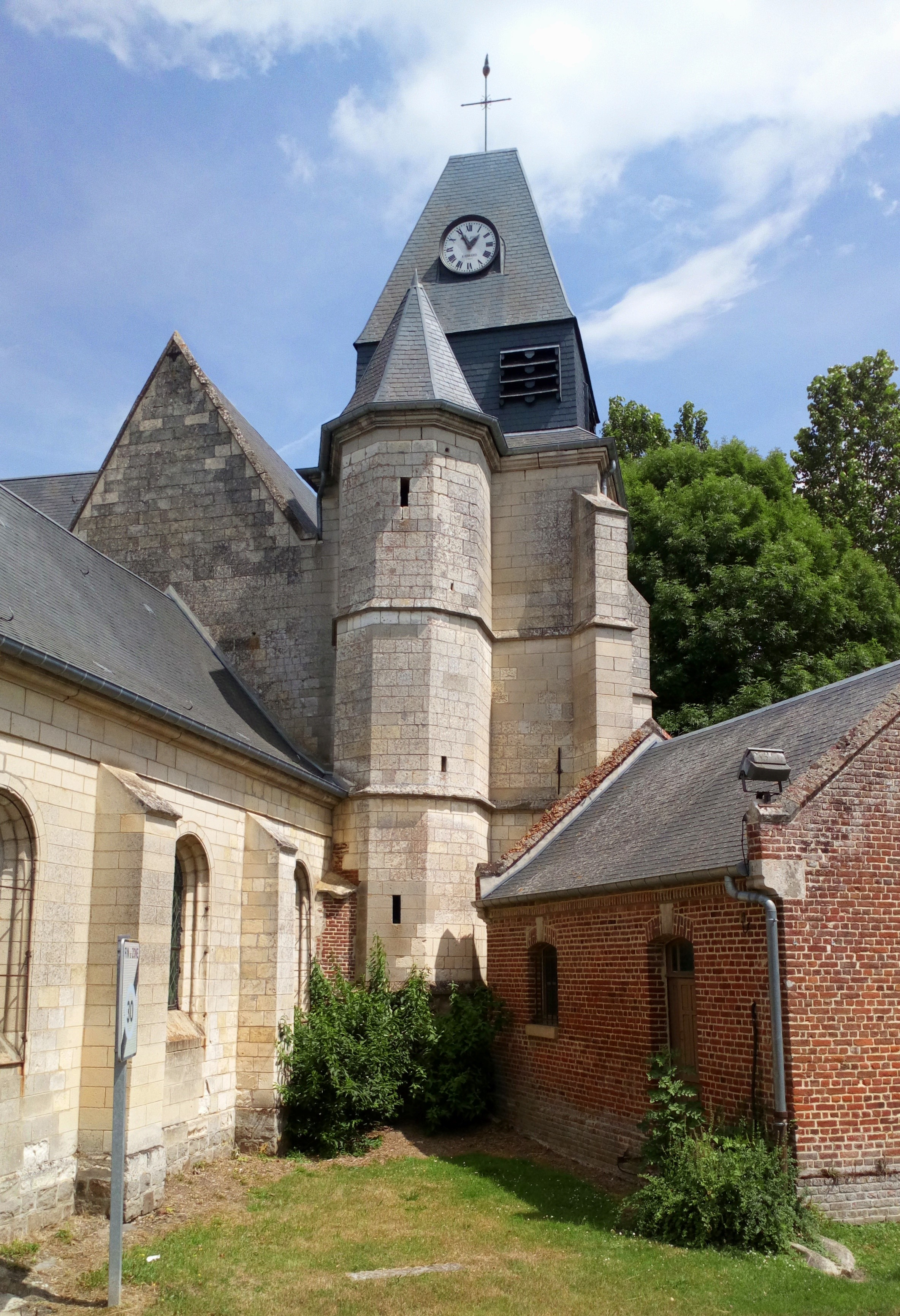
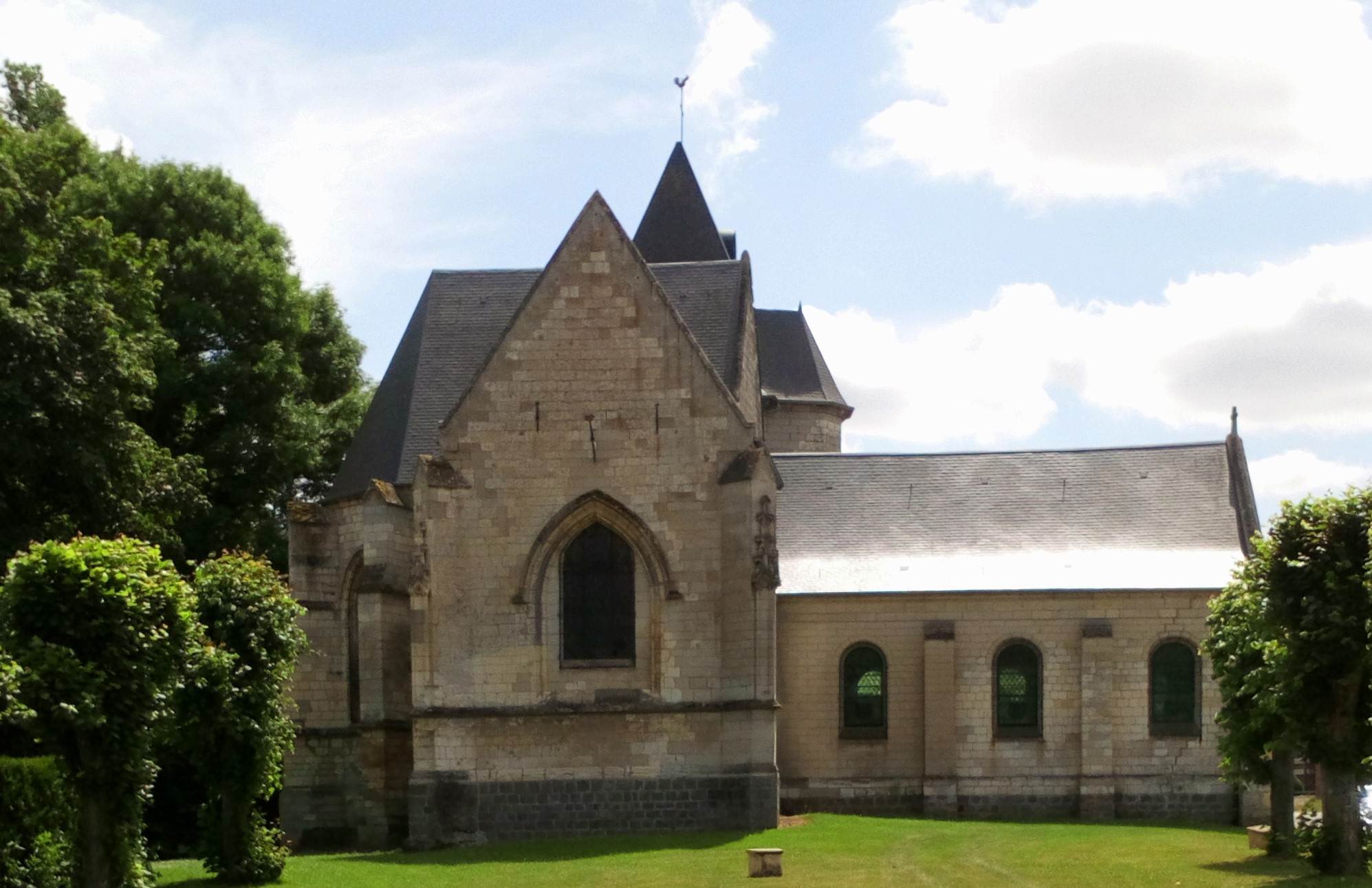
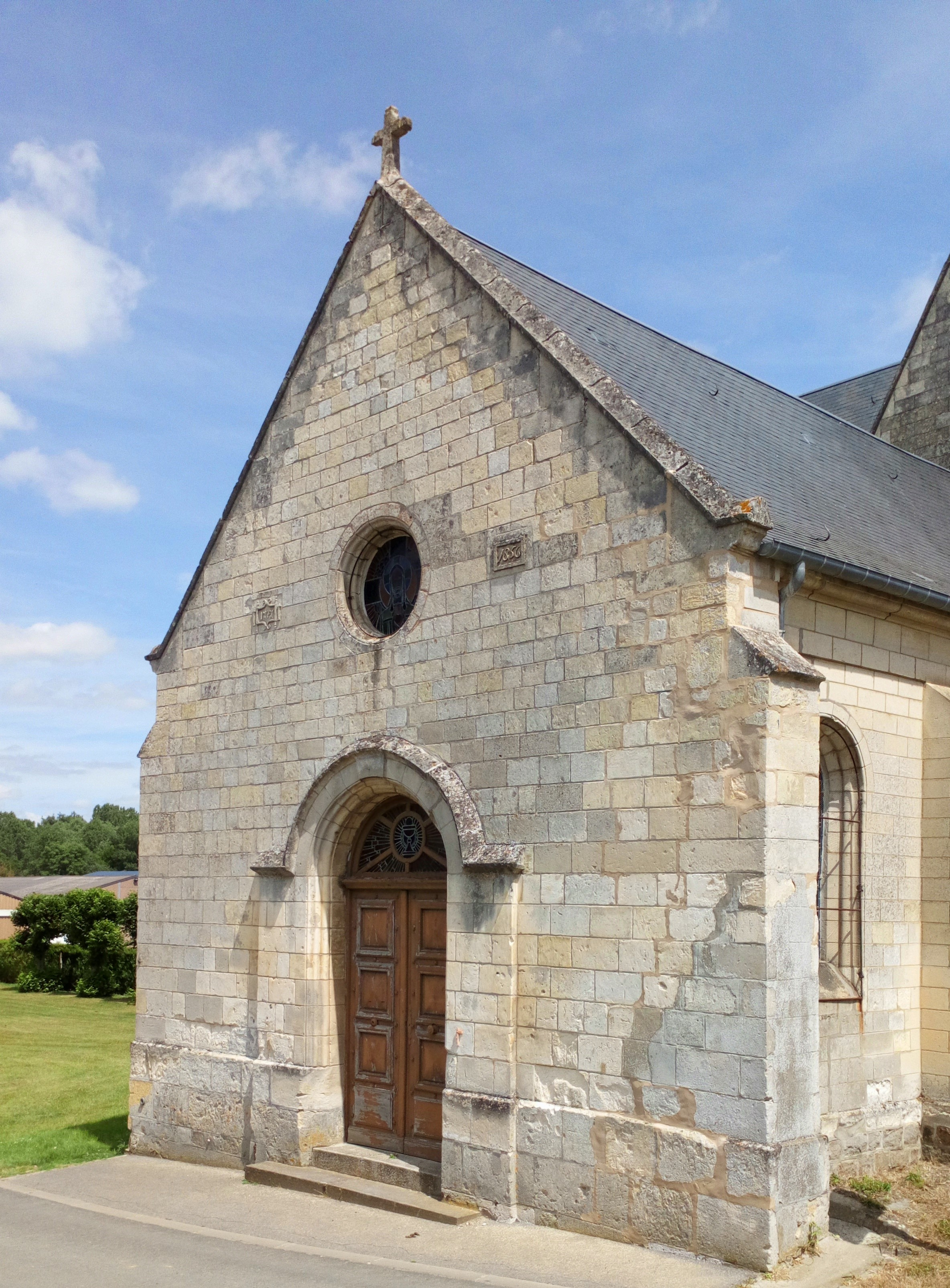